# Chuimatan
Chuimatan är en köping i nordvästra Kina. Den ligger i det autonoma häradet Jishishan för bonan-, dongxiang- och salar-folken  i prefekturen Linxia i provinsen Gansu, omkring 90 kilometer sydväst om provinshuvudstaden Lanzhou. Antalet invånare är 26 044. Befolkningen består av 12 614 kvinnor och 13 430 män. Barn under 15 år utgör 22,0 %, vuxna 15-64 år 70 %, och äldre över 65 år 6,0 %.